# 林志玲 (搜救犬)
林志玲（2010年6月18日－2020年9月2日）是台灣的一隻搜救犬，品種為威瑪獵犬，隸屬於民間搜救犬隊「遊俠搜救犬隊」。曾參與高雄氣爆、台南維冠大樓倒塌和華山分屍案的搜救。

## 生平
2010年出生，當年8月民間搜救犬教官陳星瑋買下了牠，並以知名女藝人林志玲之名將牠取名為「林志玲」。牠最初接受瓦礫搜救訓練，2015年1月開始接受氣味追蹤搜救訓練。尤擅長氣味追蹤，陳星瑋稱牠「連15天前的氣味都聞得到」。
林志玲主要執行的是搜索失蹤者的任務，截至2020年直接或間接尋獲的失蹤者共42人；但也曾參與重大事件如2014年高雄氣爆事故、2016年台南維冠大樓倒塌事故和2018年華山分屍案的搜救。其中表現最為突出的是在華山分屍案中——當時陳星瑋受失蹤高姓女子家屬之託，帶林志玲到華山大草原搜索，林志玲在進入陳姓射箭教練的小木屋後便情緒亢奮、跳到床上猛嗅，事後證實高女確是在該屋內遇害。
林志玲曾在桃園市平鎮區執行搜救任務時受墳墓汙水所感染，導致子宮開刀。
在陳星瑋完成訓練用於接替林志玲的新一代搜救犬「諦聽」後，林志玲便正式退休。2020年5月底後，林志玲由於罹患退化性關節炎導致後腿無力行走，需靠輔具才能行走。同年9月2日中午，在睡夢中離世；遺體於當日火化，骨灰擇於14日在大肚山萬里長城步道灑葬。

## 外部連結
- 搜救犬-林志玲紀念館的Facebook專頁